# La Muraille de Chine
La Muraille de Chine (Beim Bau der Chinesichen Mauer) est une nouvelle de Franz Kafka écrite en mars 1917 et publiée à titre posthume.

## Argument
L'histoire de la construction de la Grande Muraille de Chine est racontée par un narrateur anonyme. Tout d'abord, la muraille fut construite à partir d'une multitude de petites sections de cinq-cent mètres. Chaque fois qu'un groupe de constructeur avait fini une section (ce qui prenait environ cinq ans) ils en faisaient une autre un peu plus loin.
Cette construction a été préparée mentalement très longtemps avant son commencement au point qu'elle est devenue constitutive de l'unité du peuple. Un érudit a même affirmé qu'il serait possible par la suite de construire la tour de Babel en utilisant cette muraille comme base de l'édifice. Cependant le narrateur émet des réserves sur la méthode de construction par petites parcelles, car elle rend le mur lacunaire jusqu'à son achèvement et il peut donc être facilement détruit par les peuples du Nord.
Il évoque ensuite la direction de la construction. Personne ne savait où elle siégeait ni qui la constituait. Un mythe s'est créé autour d'elle, les directeurs seraient omniscients, chargés d'un immense travail, inatteignables et existeraient depuis toujours, tout comme la décision de construire la muraille.
Après cela, le narrateur évoque l'organisation politique du pays qui est particulièrement obscure. La capitale est déjà particulièrement lointaine, du fait de la taille de l'Empire. Les populations ne connaissent donc ni le nom de l'Empereur, ni sa dynastie, tant les nouvelles arrivent tard. Selon le narrateur, le peuple n'a donc pas d'Empereur et vit de manière absolument incontrôlée malgré une fidélité absolue à son image et une grande pureté dans leurs mœurs. En effet, les populations ne connaissent pas les lois actuelles, mais suivent des règles ancestrales.

## Traductions
- Jean Carrive et Alexandre Vialatte, 1950, Gallimard[2]
- Stéphane Rilling, 2013, Aux forges de Vulcain[3]